# Pretel

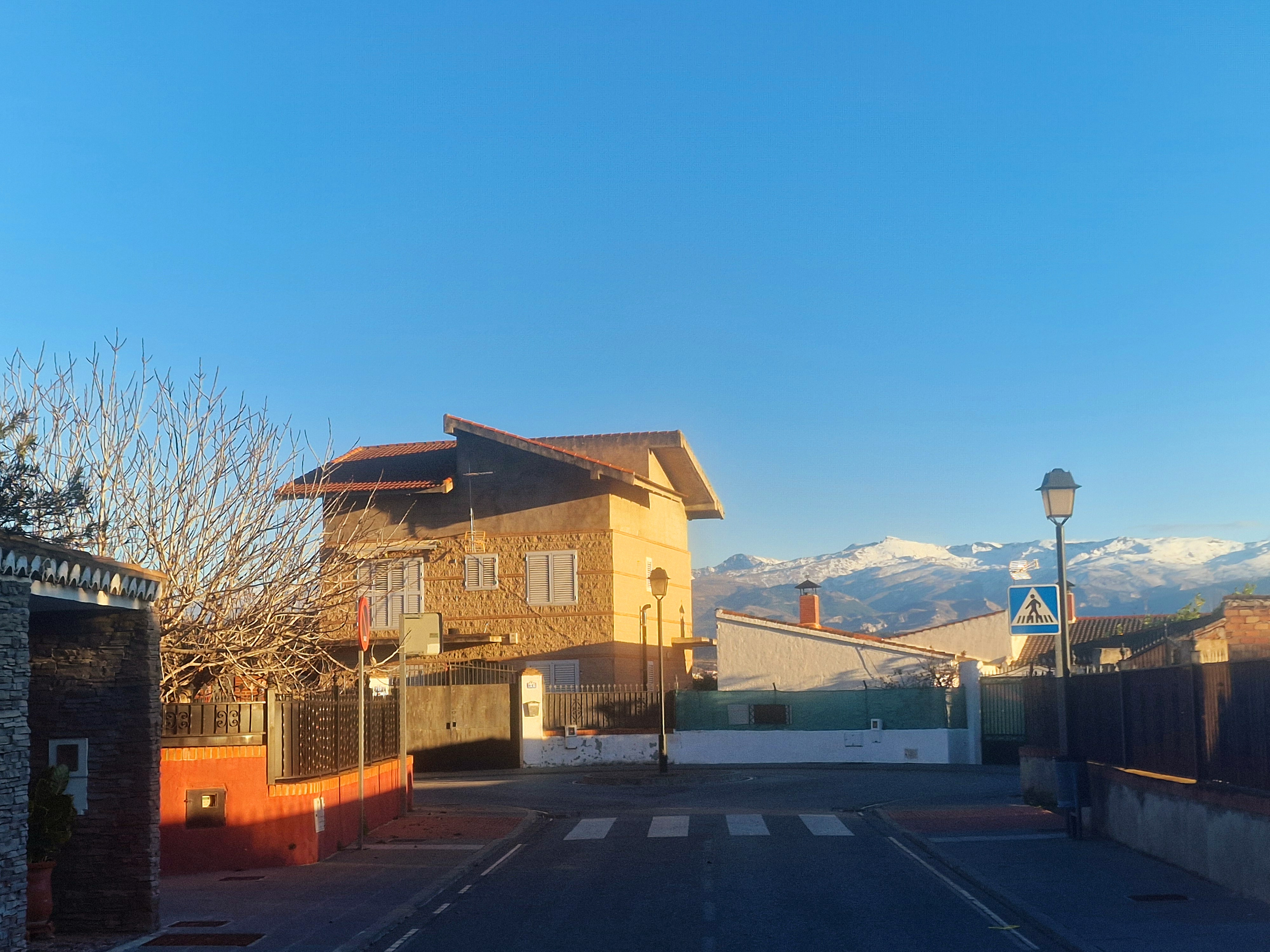
Calle Francisco Fernández Santos, en Pretel, con Sierra Nevada al fondo

Pretel es una localidad y pedanía española perteneciente al municipio de Albolote, en la provincia de Granada. Está situada en la parte septentrional de la comarca de la Vega de Granada. Cerca de esta localidad se encuentran los núcleos de Albolote capital, El Aire, El Chaparral, Monteluz y Atarfe.

## Demografía
Según el Instituto Nacional de Estadística de España, en el año 2024 Pretel contaba con 216 habitantes censados, lo que representa el 1,1% de la población total del municipio.

### Evolución de la población
| Gráfica de evolución demográfica de Pretel entre 2014 y 2024 |
|                                                              |
| Datos según el nomenclátor publicado por el INE.             |

## Comunicaciones
Algunas distancias entre Pretel y otras ciudades:
| Ciudades | Distancia (km) |
| -------- | -------------- |
| Albolote | 2              |
| Granada  | 11             |
| Jaén     | 82             |
| Almería  | 162            |